# Soblahovská dúbravka
Soblahovská dúbravka este o arie protejată (arie specială de conservare — SAC, sit de importanță comunitară — SCI) din Slovacia întinsă pe o suprafață de 0,79 ha, integral pe uscat.

## Localizare
Centrul sitului Soblahovská dúbravka este situat la coordonatele 48°51′58″N 18°05′19″E / 48.866248°N 18.088712°E.

## Înființare
Situl Soblahovská dúbravka a fost declarat sit de importanță comunitară în decembrie 2021.

## Biodiversitate
Situată în ecoregiunea alpină, aria protejată conține 1 habitat natural: Pajiști uscate seminaturale și facies de acoperire cu tufișuri pe substraturi calcaroase (Festuco-Brometalia) (* situri importante pentru orhidee).
La baza desemnării sitului se află un număr nedeclarat de specii protejate.